# Теопасхизам
Теопасхизам је веровање да Бог може да пати. 
Јавља се у Цариграду у доба патријарха Македонија (495-511) а изазван је кад је монофизитски патријарх антиохијски Петар у текст „Трисвете песме“ унео додатак „Који се распео за нас“. У овај спор беху укључени: Теодорит, епископ кирски (+466), који побијању теопасизма 453. године посвећује књигу (Епитоми), из зборника против јереси, учећи да је Син Божији о коме говори „Трисвета песма“ умро на крсту. Свети Кирило Александријски објашњава да израз „Бог је страдао у телу“ звучи у духу православне христологије, зато што је Син примио људску природу у виду или начину постојања (τροπος) у којем ју је Адам оставио. Смрт Сина Божијег јесте израз и последица људске природе коју је Он узео. Године 534. папа Лав XII прихвата формулу, на почетку сумњиву: "Unus de Trinitate passus est carne" (Један од Тројице, од Ипостаси, страдао је у телу). Формулу су унели православни монаси а прихватио је цар Јустинијан у Исповедању вере издатом 544. године.